# Церква Пресвятої Богородиці Владичиці України (Бзовиця)
Церква Пресвятої Богородиці Владичиці України в Бзовиці — парафія і храм греко-католицької громади Залозецького деканату Тернопільсько-Зборівської архієпархії Української греко-католицької церкви в селі Бзовиця Тернопільського району Тернопільської области.
Оголошена пам'яткою архітектури місцевого значення.

## Історія церкви
Історичні джерела свідчать, що першу дерев'яну церкву в Бзовиці збудували у 1701 році з дубових брусів. Цю святиню вкрили бляхою у 1910 році, а після часткового руйнування під час Першої світової війни її відновили у 1924 році, дещо змінивши конструкцію та вигляд.
У 1989–1990 роках, після десятиліть заборони, храм повернули громаді УГКЦ. Оскільки стара будівля вже не вміщала всіх вірян, розпочалося будівництво мурованої церкви. Новий храм Успіння Пресвятої Богородиці Владичиці України був освячений у 2011 році і нині використовується для богослужінь, тоді як дерев'яна церква слугує переважно для молебнів.
Парафія належала до УГКЦ до 1946 року і офіційно повернулася в її юрисдикцію в грудні 1991 року. З візитаціями її відвідували митрополити Сильвестр Сембратович (наприкінці XIX ст.), Андрей Шептицький (1904).
Наріжний камінь під будівництво нового храму освятив 20 жовтня 1995 року владика Михаїл Колтун. Пізніше парафію відвідували владики Михаїл Сабрига (28 серпня 2004 року) та Василій Семенюк (27 вересня 2011 року), який і освятив новозбудований храм.
На парафії діють: братство Матері Божої Неустанної Помочі, братство «Апостольство молитви», Марійська дружина та УМХ. Також на території є п'ять хрестів, Хресна дорога та проборство.

## Парохи
- о. Баран,
- о. Марко Дорош,
- о. Андрій Дорош,
- о. Володимир Познахівський,
- о. Михайло Чайковський,
- о. Богдан Кирич,
- o. Роман Біль,
- о. Олег Юрик,
- о. Ярослав Яловіца,
- о. Василь Івасюк,
- о. Михайло Вересюк,
- о. Стефан Зубко (з 15 вересня 1995).
- о. Володимир Панас ( з жовтня 2016 р)